# Alice Halicka
Alice Halicka   (Cracòvia, 20 de desembre de 1894 - 14è districte de París, 30 de desembre de 1974) o Alicja Halicka va ser una pintora jueva d'origen polonès que va passar la major part de la seva vida a França.

## Biografia
Alicja Halicka va néixer a Cracòvia on va estudiar amb el pintor impressionista Józef Pankiewicz. Es va traslladar a París el 1912, on va estudiar a l'Acadèmia Ranson amb Paul Sérusier i Maurice Denis. Allà va conèixer i es va casar amb el pintor cubista Louis Marcoussis el 1913. El 1921 va mostrar treball cubista juntament amb el seu marit a la Société des artistes indépendants. També va exposar la seva obra a la Galeria Georges Petit de París (1930-1931), a Le Centaure de Brussel·les, a les Leicester Galleries de Londres (1934), i a la galeria Marie Harriman (1936) i a la Julian Levy, ambdues a Nova York (1937).
Halicka va pintar en diversos estils i va produir treballs en tela, així com la sèrie de collages Romances capitonnées. També va fer escenografies per a ballets que es van representar a la Metropolitan Opera de Nova York i a la Royal Opera House de Londres.
Va viure la Segona Guerra Mundial a França i després va escriure les memòries titulades Hier, souvenirs, publicades el 1946. Halicka va morir a París el 1975.